# Declieuxia pruinosa
Declieuxia pruinosa är en måreväxtart som beskrevs av Johann Baptist Emanuel Pohl och Dc.. Declieuxia pruinosa ingår i släktet Declieuxia och familjen måreväxter. Inga underarter finns listade i Catalogue of Life.